# ديفيد ك. برودريك
ديفيد ك. برودريك (بالإنجليزية: David C. Broderick)‏ هو سياسي أمريكي، ولد في 4 فبراير 1820 في واشنطن العاصمة في الولايات المتحدة، وتوفي في 16 سبتمبر 1859 في سان فرانسيسكو في الولايات المتحدة. حزبياً، نشط في الحزب الديمقراطي. وقد انتخب عضو مجلس ولاية كاليفورنيا وانتخب عضو مجلس الشيوخ الأمريكي عن دائرة كاليفورنيا (4 مارس 1857 – 16 سبتمبر 1859).

## روابط خارجية
- ديفيد ك. برودريك على موقع إن إن دي بي (الإنجليزية)